# 마티외 부제나
마티외 부제나(Matthieu Boujenah, 1976년 6월 23일 ~ )는 프랑스의 배우, 텔레비전 배우이다. 바뉴에서 태어났다.

## 영화
- 24일 (2014년) - 요한 역
- 안젤리크 (2013년)
- 나이프 엣지 (2009년)
- 뗄르망 프로쉬 (2009년)
- 부서진 (2008년)
- 라스트 갱 (2007년)
- 매우 감사합니다 (2007년)